# Altavista (Medellín)
Altavista es uno de los 5 corregimientos (divisiones de la zona rural) del municipio de Medellín. Limita al norte con el corregimiento de San Cristóbal y el área urbana de Medellín, al occidente con el corregimiento de San Antonio de Prado, al sur con el municipio de Itagüí y al oriente con la zona urbana de Medellín. Altavista está localizado al suroccidente del Municipio de Medellín a 9.4 kilómetros del área urbana.

## Historia
El comienzo y consolidación del Corregimiento de Altavista, está ligado a las actividades generadas en torno al camino de herradura que comunicó a Medellín con los municipios del suroccidente del Departamento de Antioquia, a través de San Antonio de Prado, como parte de la ruta para la entrada del oro proveniente de Santa Fe de Antioquia y la salida de mercancías y productos agrícolas. El desarrollo del territorio ha estado asociado al proceso de poblamiento del área de influencia de la quebrada Altavista, subordinado y dependiente del núcleo principal de los barrios Belén y La América.
De esta forma, el proceso de poblamiento de Altavista en el pasado distante, lo determinó su condición de sitio de paso en la ruta hacia otras zonas del Departamento. En el pasado reciente y el presente, su desarrollo ha sido condicionado por la dinámica de la expansión urbana que mediante la sucesiva ampliación del perímetro urbano, incorporó a la malla urbana todas las tierras planas urbanizables de la fracción de Belén. Simultáneamente la consolidación de las actividades extractivas y la relativa tecnificación de la producción de ladrillos configuraron las características socioeconómicas, ambientales y espaciales actuales del Corregimiento.
A partir de 1987, mediante el Acuerdo n.º 54 que redefinió la sectorización de Medellín, se creó el Corregimiento de Altavista como unidad político administrativa.

## Geografía
El área total de Altavista es de 27.41 km² (2.741,22 ha), equivalente al 10.1% del total de la zona rural de Medellín. El territorio de Altavista, como parte de la vertiente occidental de la cordillera central, posee un relieve quebrado de cañones intramontañosos que conforman un sistema de valles longitudinales, paralelos y rectilíneos. Alturas comprendidas entre 1.600 y 2.400 m s. n. m. dando origen a los pisos térmicos templado y frío y temperatura de 12 a 21 °C. Precipitación promedio anual de 1000 mm. Las principales cuencas hidrográficas del corregimiento son: Quebrada Altavista, Quebrada La Picacha, Quebrada Ana Díaz, y la Quebrada La Guayabala, que cruza el territorio de forma paralela entre ellas en dirección occidente-oriente y cuentan con numerosos afluentes que le llegan de las montañas.
Las mayores alturas están localizadas sobre las estribaciones de las cuchillas El Barcino y Piedra Gorda y en los Altos el Corazón y el Manzanillo, cuyas alturas están comprendidas entre los 2000 y los 3000 m s. n. m.

## División Territorial

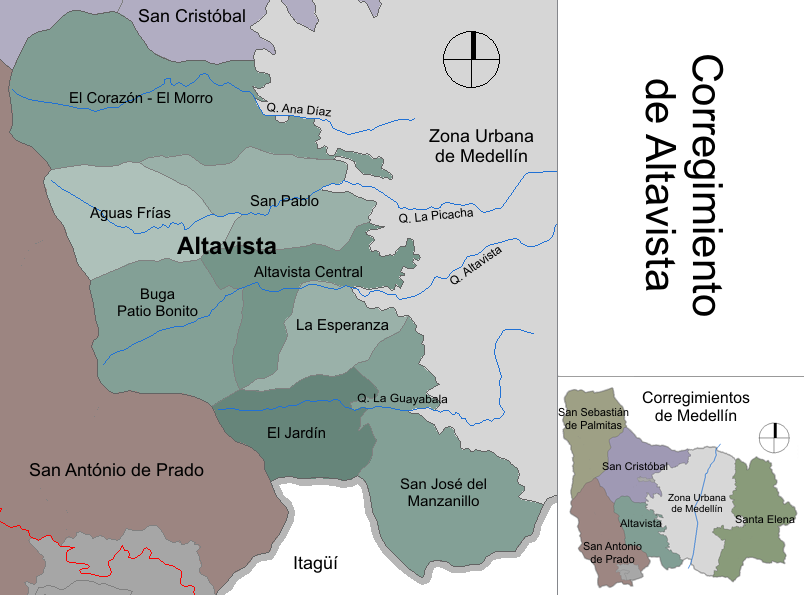

El Corregimiento está conformado por 5 centros poblados y 8 veredas: 
| Altavista | Centros poblados | Veredas                                 |
| --------- | --- | --------------------------------------- |
| Altavista | - Aguas Frías - Altavista - Buga - Patio Bonito - San José de Manzanillo - San Pablo - El Corazón - El Morro. (Esta esta ligada al barrio El Corazón de la comuna n.º 13 San Javier) | El Jardín, La Esperanza, Patio - Bolas. |

## Demografía
De acuerdo con las cifras presentadas por el Anuario Estadístico de Medellín de 2005, Altavista cuenta con una población de 17,474 habitantes, de los cuales 8,494 son hombres y 8,980 son mujeres. El corregimiento presenta una población dispersa, se tienen cuatro asentamientos situados a partir de las vertientes de las quebradas  Ana Díaz (vereda El Corazón), La Picacha (centro poblado Aguas Frías), Altavista (centro poblado Altavista) y La Guayabala (centro poblado San José de Manzanillo). Todos asentamientos dispersos a escala general, pero nucleados en su interior. Altavista es el tercer corregimiento más poblado de Medellín después de San Antonio de  Prado y San Cristóbal, y cuenta con una densidad de 637 hab./km².
El número total de jóvenes en la comuna es de 11.824, de los cuales 5.849 son jóvenes hombres y 5.975 son jóvenes mujeres. Es decir, el 28% de la población de Altavista es joven. El total de jóvenes por grupo de edad es de 2.929 (entre los 14 y 17 años) y 8.895 (entre los 18 y 28 años).
Según las cifras presentadas por la Encuesta Calidad de Vida 2005 el estrato socioeconómico que predomina en Altavista es el 2 (bajo), el cual comprende el 83.1 % de las viviendas; seguido por el estrato 1 (bajo-bajo), que corresponde al 11.1 %; y por último le sigue el estrato 3 (medio-bajo) con el 5.8 %.

## Economía
La principal actividad económica se centra en la industria ladrillera y la extracción de materiales de construcción. Las actividades agropecuarias son otro factor importante en la economía del corregimiento. La naranja por ejemplo es la base de la economía de la vereda Manzanillo, donde además de naranja, se cultiva el café, plátano y variedad de frutas, que los campesinos de la localidad, salen a vender en los mercados, del centro y de la ciudad. El resto de los sectores del corregimiento, también basan su economía en la agricultura y la crianza de animales; que poco a poco, van desarrollando una cultura, en el corregimiento; para demostrarle a la ciudad; que Altavista es un territorio, no solo donde se fabrican ladrillos; sino un pulmón verde más para la ciudad.

## Transporte
Existen cuatro corredores viales independientes que cumplen con la función básica de comunicar las diferentes veredas con el centro de Medellín, no hay vías transversales de importancia, solamente algunas sin continuidad que van de los corredores a fincas particulares. En general la trama vial es compleja y sin especificaciones, dado lo dispersa de la población y la baja densidad en los extremos sur y occidental del corregimiento.

## Sitios de interés
Los caminos de herradura ubicados en el corregimiento Altavista, fueron construidos inicialmente por los indígenas Nutibara, a travésados posteriormente por los colonizadores españoles y hoy son considerados patrimonio histórico por su valor cultural. Se pueden apreciar en recorridos a caballo, con buen sombrero y poncho.
La Virgen, el Alto El Barcino y las casas típicas, son algunos de los lugares que se pueden apreciar, junto con la panorámica sobre el Valle de Aburrá. La reserva natural Alto de Manzanillo es otro sitio de gran interés ecológico
La "Piedra de los Encantos" es una especie de entierro indígena; ubicado en el alto de los encantos, muy cerca de la vereda el Jardín y los límites con el vecino corregimiento San Antonio de Prado.
Antes de llegar al lugar de la piedra, se encuentra una vegetación bastante espesa; con variedad de árboles y bosques semitropicales, nacimientos de pequeños riachuelos, como lo es la quebrada la “Guayabala”.
Frente a dicha piedra se han tejido una serie de mitos y leyendas, que forman parte de la tradición oral de la vereda Manzanillo y sus alrededores.

## Festividades y eventos
- Fiestas Patronales Nuestra Señora del Rosario de la Piedra: Desde 1857, con la aparición de la Virgen en la Piedra, se realizan durante 9 días las fiestas patronales cada año para disfrutar de bazares, misas y ofrendas a la virgen.
- Festival de Cometas: Se realiza anualmente finalizando el mes de julio, aprovechando los vientos que ofrece el clima por esos días. El festival convoca a cinco mil cometistas aproximadamente, los cuales se reúnen en torno a una gran fiesta amenizada por músicos y orquestas; el único requisito para participar en el evento es llevar su propia cometa.
- La fiesta tradicional del campesino, la cual se celebra a finales de junio o principios de julio.